# Маркушин Олександр Григорович
Олександр Григорович Маркушин (нар. 13 квітня 1980, Ірпінь) — українській політик, з 20 листопада 2020 міський голова Ірпеня.

## Життєпис
Народився 13 квітня 1980 року в Ірпені, живе там же, має двох синів.
У 1997 році закінчив Ірпінську школу № 2, після чого закінчив факультет «міське будівництво та господарство» Київського університету будівництва та архітектури, а також юридичний факультет Національного університету державної фіскальної служби України. В 2020 році також закінчив Національну академію державного управління при Президентові України, де отримав диплом магістра за спеціальністю «Публічне управління та адміністрування».

### Професійна діяльність

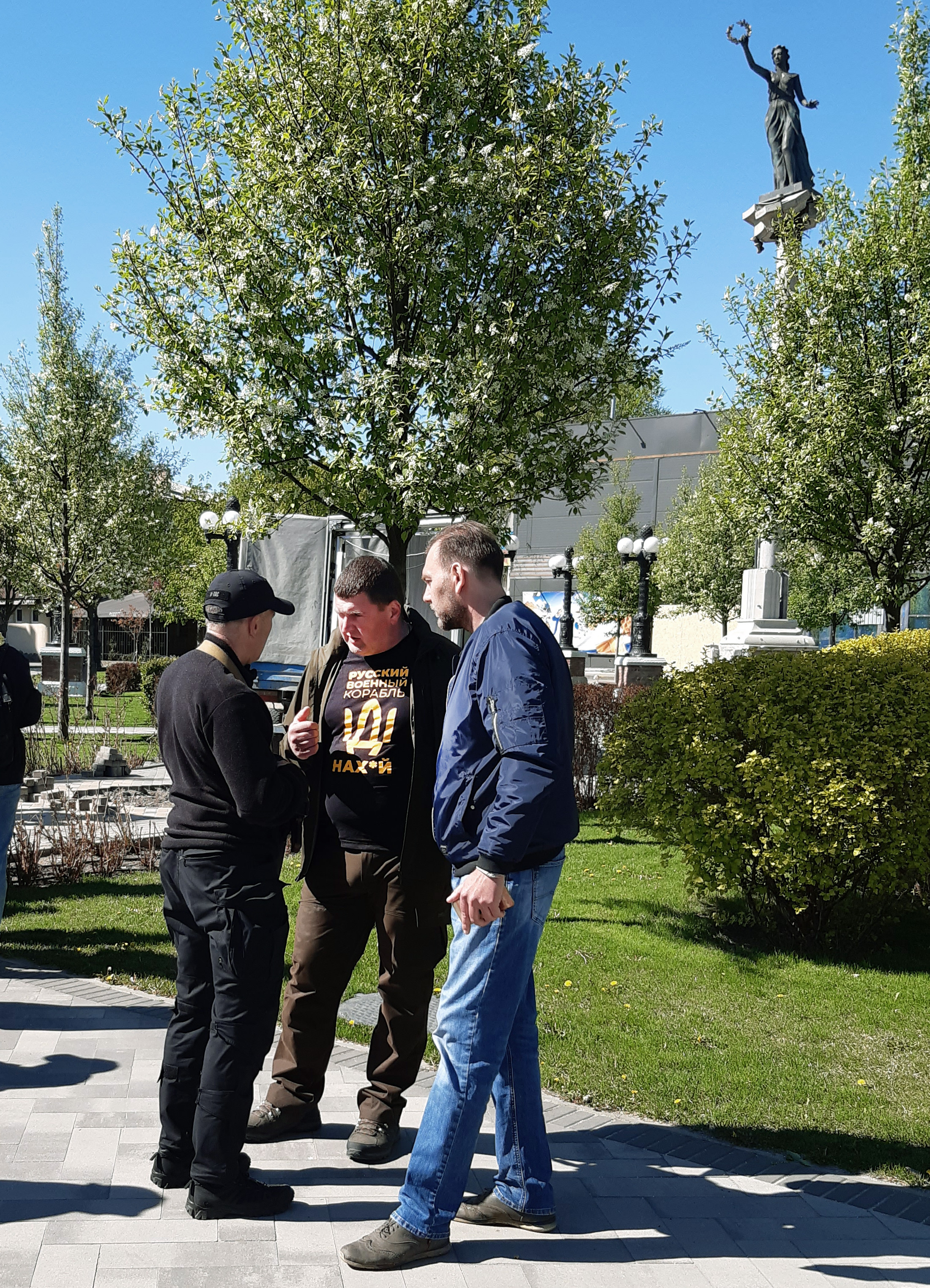
Мер Маркушин (в центрі) на зустрічі з архітекторами

З 2010 року працював на посаді директора «ПП Палій».
З 2012 року — на посаді заступника директора комунального підприємства «Ірпіньводоканал».
З 2016 року — керівник комунального підприємства «Ірпіньводоканал».

### Політична діяльність
На місцевих виборах 2010 року був обраний депутатом Ірпінської міської ради VI скликання від політичної партії «УДАР» по виборчому округу № 5.
На місцевих виборах 2015 року повторно обраний депутатом Ірпінської міської ради VII скликання від політичної партії «Нові Обличчя».
В серпні 2018 року призначений на посаду першого заступника Ірпінського міського голови.
У жовтні 2020 року обраний Ірпінським міським головою від партії «Нові обличчя».

## Скандали
У 2021 році під час маркерних голосувань підтримав забудову заплав біля Романівки та Стоянки, забудову табору «Восток», а також голосував за зміну статусу лісу й переведення його у ландшафтний парк «Потоки», що передбачає забудову. Окрім цього, голосував за придбання за завищеною ціною нежитлового приміщення у забудовника, який наближений до колишнього міського голови Ірпеня Володимира Карплюка.

## Розслідування

### Підозра у розтраті майна
Підозрюється поліцією Київської області у розтраті майна, проти Маркушина відкрито кримінальну справу за ч. 4 ст. 191 ККУ. 2 травня 2024 року у нього в офісі та в Ірпінській міськраді пройшли обшуки.
23 січня 2025 року Маркушину вручили підозру у незаконному перетині кордону, він назвав справу "політичним замовленням".
24 січня Печерський суд Києва відправив Маркушина під варту до 22 березня із заставою в 30 млн грн. Також до цієї дати його відсторонили від роботи.

## Нагороди
- Орден «За мужність» III ст. (24 березня 2022) — за вагомий особистий внесок у захист державного суверенітету та територіальної цілісності України, мужність і самовіддані дії, виявлені під час організації оборони населених пунктів від російських загарбників[7]